# Corynascus thermophilus
Corynascus thermophilus är en svampart som först beskrevs av Fergus & Sinden, och fick sitt nu gällande namn av Klopotek 1974. Corynascus thermophilus ingår i släktet Corynascus och familjen Chaetomiaceae.   Inga underarter finns listade i Catalogue of Life.